# Ozero Makatji
Ozero Makatji (ryska: Озеро Макачи) är en sjö i Belarus.   Den ligger i voblasten Vitsebsks voblast, i den norra delen av landet, 230 km nordost om huvudstaden Minsk. Ozero Makatji ligger 143 meter över havet. Arean är 0,27 kvadratkilometer. Den sträcker sig 0,7 kilometer i nord-sydlig riktning, och 0,6 kilometer i öst-västlig riktning.
I omgivningarna runt Ozero Makatji växer i huvudsak blandskog. Runt Ozero Makatji är det ganska tätbefolkat, med 72 invånare per kvadratkilometer.